# Taygete (Mond)
Taygete (Jupitermond XX) ist einer der kleineren äußeren Monde des Planeten Jupiter.

## Entdeckung
Taygete wurde am 25. November 2000 von Astronomen der Universität Hawaii entdeckt. Er erhielt zunächst die vorläufige Bezeichnung S/2000 J 9.
Benannt wurde der Mond nach Taygete, einer der Plejaden und Geliebten des Zeus aus der griechischen Mythologie.

## Bahndaten
Taygete umkreist Jupiter in einem mittleren Abstand von 23.360.000 km in 732 Tagen und 5 Stunden. Die Bahn weist eine Exzentrizität von 0,252 auf. Mit einer Neigung von 165,2° ist die Bahn retrograd, das heißt, der Mond bewegt sich entgegen der Rotationsrichtung des Jupiter um den Planeten. 
Aufgrund seiner Bahneigenschaften wird Taygete der Carme-Gruppe, benannt nach dem Jupitermond  Carme, zugeordnet.

## Physikalische Daten
Taygete besitzt einen Durchmesser von etwa 5 km. Seine Dichte wird auf 2,6 g/cm³ geschätzt. Er ist vermutlich überwiegend aus silikatischem Gestein aufgebaut.
Taygete weist eine sehr dunkle Oberfläche mit einer Albedo von 0,04 auf, d. h., nur 4 % des eingestrahlten Sonnenlichts werden reflektiert. Seine scheinbare Helligkeit beträgt 21,9m.